# 에르사 (위성)
| 에르사 Ersa |                 |
| 발견        |                 |
| 발견자      | 스콧 S. 셰퍼드  |
| 발견일      | 2018년 5월 11일 |
| 명칭        |                 |
| 다른 이름   | 목성 LXXI       |
| 궤도 성질   |                 |
| 모행성      | 목성            |
| 공전 주기   | 252.0일         |
| 궤도 경사   | 30.61°          |
| 궤도 이심률 | 0.094           |
| 물리적 성질 |                 |
| 직경        | 3km             |
| 시직경      | 22.9            |

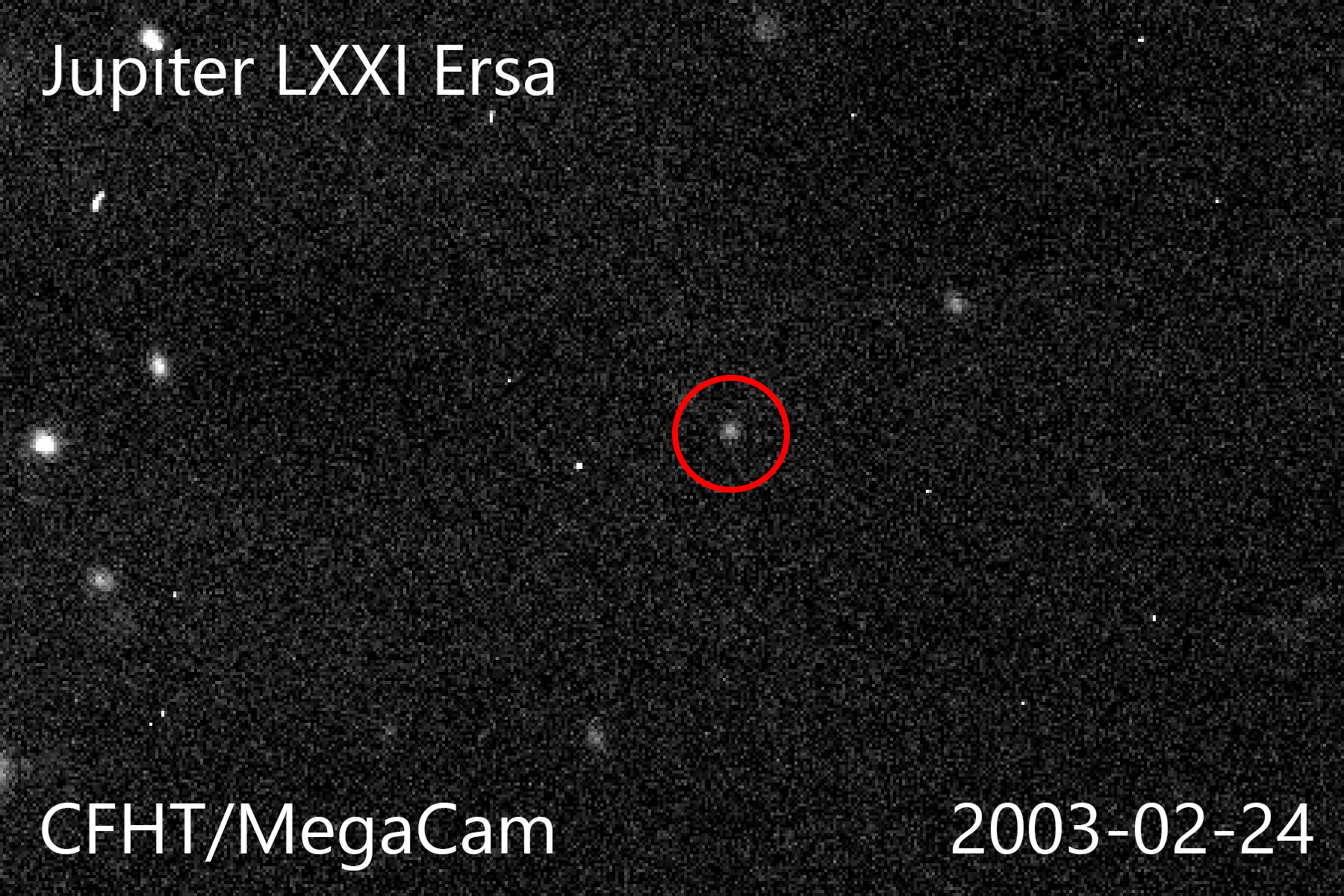
에르사

에르사는 히말리아군에 속하는 목성의 위성이다. 2018년 5월 11일에 스콧 S. 셰퍼드와 그와 같이 있던 연구원에 의해 발견되었다. 임시 명칭은 S/2018 J 1이었다.
그리스 신화에 나오는 이슬의 여신이자 제우스와 에오스의 딸인 에르사의 이름을 따서 명명되었다.